# アルバカーキ (哨戒フリゲート)
アルバカーキ (USS Albuquerque, PF-7) は、アメリカ海軍の哨戒フリゲート。タコマ級フリゲートの1隻。艦名はニューメキシコ州アルバカーキに因む。

## 艦歴
アルバカーキは海事委任契約（船体番号1425）の下1943年7月20日にカリフォルニア州リッチモンドのカイザー・カーゴ社で起工する。1943年9月14日にB・L・リヴィングストン夫人によって命名、進水し、1943年12月20日に艦長ウェイン・L・ゴフ沿岸警備隊少佐の指揮下就役した。
艤装および整調訓練後、アルバカーキはカリフォルニア州のトレジャー・アイランドを1944年3月24日に出航しワシントン州シアトルに向かう。2日後に到着、そのまま同地に留まり、4月5日にアラスカ行きの船団護衛任務で出航する。船団は4月16日にアラスカ州のダッチハーバーに到着し、アルバカーキは第27護衛分艦隊に配属される。1944年の残りおよび1945年前半をアルバカーキはアラスカ州各地の港における船団護衛、アリューシャン列島、ベーリング海での偵察任務に費やした。1945年6月5日から7月14日までダッチハーバーとシアトル間の往復巡航任務を行い、その後も船団護衛と偵察任務を継続、8月16日にコールド・ベイで退役し、翌日レンドリース法に基づきソ連海軍に貸与された。
ソ連海軍で EK-16 として4年以上勤務した後、アルバカーキは1949年11月15日に横須賀でアメリカ海軍に返還された。修理および更新作業の後、1950年10月3日に艦長クロード・O・ロウ少佐の指揮下横須賀で再就役した。続く10ヶ月間をアルバカーキは横須賀と香港、シンガポール間の船団護衛および偵察任務に費やした。1951年8月には横須賀とフィリピンのスービック湾の間で作戦活動に従事し、9月10日に横須賀を出航、佐世保を経由して15日に朝鮮半島東部での護衛および偵察任務に入る。太平洋艦隊駆逐艦小艦隊、第5護衛分艦隊の1隻としてアルバカーキは9月の残りと10月の大半を韓国沿岸で活動した。
アルバカーキは任務を継続し、1951年10月26日に佐世保を出航、香港に向かった。香港には9月30日に到着し、翌年3月までステーション艦としての任務に従事した。1952年3月6日、香港を出港しフィリピンに向かう。ルソン島のスービック湾から日本に向かい、5月16日に佐世保に帰還した。佐世保を拠点としてアルバカーキは韓国の東海岸沿いに偵察および船団護衛任務を再開した。任務は6週間継続し、7月に再びスービック湾を訪れ、26日に香港に戻る。その後11月中旬に最後の香港への巡航を行い、スービック湾を訪れた後12月3日に佐世保に帰還、再び韓国東海岸での任務を再開した。
1953年2月28日にアルバカーキは横須賀で退役した。1953年11月30日、日米船舶貸与協定に基づき第10回貸与艦として警備隊（後の海上自衛隊）に貸与され、「とち (PF-16)」として就役し、横須賀地方隊に編入された。同年12月23日、「けやき」、「しい」、「まき」とともに第3船隊を新編。1954年4月10日、第3船隊は第2船隊群（後の第2護衛隊群）に編入された。1957年9月1日に艦籍番号がPF-296に変更された。1962年3月15日、舞鶴地方隊に編入された。なお、「とち」は1961年12月1日にアメリカ海軍から除籍、1962年8月28日には貸与から供与に変更された。1965年3月31日、保管船（YAC-15）に区分変更され舞鶴教育隊の実習艦として使用された。1971年7月9日、アメリカ海軍に返還。なお、返還後、実艦標的として使用されることとなり、1972年8月22日、23日の両日、舞鶴北方海面で護衛艦による艦砲射撃、航空機による攻撃の後、潜水艦による魚雷攻撃により撃沈されている。
アルバカーキは朝鮮戦争の戦功で3個の従軍星章を受章した。